# آلبرت مول
آلبرت مول (هلندی: Albert Mol؛ ۱ ژانویهٔ ۱۹۱۷ – ۹ مارس ۲۰۰۴) هنرپیشه، نویسنده و مجری برنامه‌های تلویزیونی اهل هلند بود. وی در شهر آمستردام متولد شد. این هنرمند، از نخستین کسانی بود که در هلند آشکارا همجنسگرایی خود را اعلام کرده بودند.